# 22528 Elysehope
22528 Elysehope este un asteroid din centura principală de asteroizi.

## Descriere
22528 Elysehope este un asteroid din centura principală de asteroizi. A fost descoperit pe 20 martie 1998 la Socorro, New Mexico, în cadrul proiectului LINEAR. Asteroidul prezintă o orbită caracterizată de o semiaxă mare de 2,21 ua, o excentricitate de 0,11 și o înclinație de 2,5° în raport cu ecliptica.